# Північно-Кавказький емірат
Північно-Кавказький емірат — ісламська держава, що існувала на території Дагестану і Чечні з вересня 1919 по березень 1920.

## Історія
Після заняття Чечні і Дагестану військами ЗСПР в квітні 1919 Узун-Хаджі став збирати загони добровольців для надання допомоги у звільненні Чечні. 22 травня 1919 в зв'язку з заняттям військами ЗСПР Дагестану була припинена діяльність уряду Горської Республіки. Узун-Хаджі, зібравши своє військо, пішов у гори на кордоні Чечні і Дагестану. В кінці травня 1919 в селі Ботліх він зібрав великий маджліс, де за пропозицією аліма з селища Гагатлі Саїд-Магомеда, Узун-Хаджі був обраний еміром Дагестану і Чечні. Фактичною резиденцією нової держави стало гірське селище Ведено.
Влітку 1919 за допомогою чеченця Іналука Арсанукаєва (він же Дишнінській), який привіз для Узун-Хаджі фірман (послання) від османського султана Багаутдіна (Магомет-Ваххідін VI), Узун-Хаджі приступив до створення військових і цивільних структур Північно-Кавказького емірату.
Авторитет Узун-Хаджі зріс завдяки перемогам його війська під командуванням Арсанукаєва (Дишнінського) над військами ЗСПР під командуванням генерала Івана Колесникова в битві за станицю Воздвиженська. В результаті боїв 11 вересня 1919 білогвардійські частини відступили до Грозного, а військам Узун-Хаджі вдалося взяти в полон 112 чоловік. Через два дні, 13 вересня, відбувся бій війська Узун-Хаджі з козаками в Шалі, в результаті якого було взято в полон 138 козаків.
19 вересня 1919, на нараді за участю представників чеченського і дагестанського духовенства було оголошено про створення Північно-Кавказького емірату на чолі з еміром Узун-Хаір Хаджі-Ханом. У розпорядженні прем'єр-міністра уряду емірату Іналука Дишинського — Арсанукаєва, виданому в вересні 1919 було оголошено, що "Північно-Кавказьке емірство є самостійною шаріатською монархією на чолі з еміром Узун-Хаір-Хаджі-Ханом, але під протекторатом Халіфа мусульманського еміра його Величності Оттоманського імператора Магомета-Ваххіддіна-VI ". У цьому документі Горська Республіка називалася міфічною республікою, яка не має опори в народі.
На початку 1919 командувач 11-ю армією Гікало після поразок у боях з військами ЗСПР вирішив відвести залишки розгромленої армії в гори. Узун-Хаджі вступив у союз із Гікало і з залишків його армії був сформований інтернаціональний загін червоних повстанців. Він розміщувався на території емірату і підкорявся військовому штабу Узун-Хаджі як 5-й полк армії Північно-Кавказького емірату. Інгушський загін червоних партизан на чолі з Хізір Орухановим, який перебував в горах Інгушетії, вважався 7-м полком армії Узун-Хаджі. Представник більшовиків Хабала Бесланєєв навіть став міністром внутрішніх справ емірату, а начальником штабу військ емірату став більшовик Магомет Ханієв.

## Склад уряду
Для управління державою було сформовано уряд з 8 міністрів на чолі з «великим візиром» (вищим сановником) «князем» Дішнійським (Дишнінський), який одночасно був головнокомандуючим збройними силами Північно-Кавказького емірату. До складу уряду увійшли:
- Міністр двору — генерал-майор Каїм-Хаджі (його прямі нащадки Каімови проживають в Чечні і понині), з вищою духовною освітою.

- Міністр закордонних справ, військово-юридичної академії ротмістр Іналук Дишнінський.

- Міністр продовольства, торгівлі і промисловості — генерал-майор Магомет Ханхоєв.

- Міністр землеробства і державного майна генерал — Вілал Шамілєв.

- Міністр військовий — генерал-майор Шита Істамулов (згодом керівник повстання проти сталінського режиму в 1930-х).

- Міністр шляхів сполучення, пошти і телеграфів — генерал-майор Кусі Байчалєєв.

- Міністр внутрішніх справ — генерал-майор Хабаля Бесленєєв.

- Міністр фінансів — генерал-майор Абдул-Азім Абдулаєв, володів російською і арабською.

Портфелі міністра юстиції, освіти, вакуфних справ і майна теж залишалися за Дишнінським. За іншою версією, міністром юстиції був полковник Хаджі Магометбеков Емір Заде.
Уряд емірату Узун-Хаджі було інтернаціональним: в ньому було по два аварця, чеченця, інгуша і кабардинця. Вищу світську освіту мав один чоговік, вищу духовну — двоє, грамотними були троє, неписьменними були два міністри (військовий і шляхів сполучення, пошт і телеграфу).
Держава була розділена на наїбства і ґрунтувалася на шаріатському правлінні.
Збройні сили емірату (загальною чисельністю до 60 тис. чоловік) складалися з 6 армій під командуванням генерал-майорів.
Для озброєння уряд Узун-Хаджі звернувся за допомогою до урядів Азербайджанської Демократичної Республіки, Грузинської Демократичної Республіки та Туреччини. З Узун-Хаджі постійно підтримував зв'язок командувач турецькими військами в Дагестані Нурі-Паша. У складі командування армії Узун-Хаджі перебували офіцери турецького Генерального штабу, в їх числі Хусейн Дебрелі і Алі-Різа Чорумлу (перший командував кавалерією, другий — артилерією). Військову і матеріальну допомогу емірату Узун-Хаджі намагалася надати також Грузинська демократична республіка. Нею у вересні 1919 був направлений експедиційний загін для надання допомоги військам емірату. Але в бою під Чечен-аулом грузинський загін натрапив на збройний опір військ ЗСПР і, зазнавши поразки, змушений був повернутися назад до Грузії.
Уряд Узун-Хаджі випускав свої власні грошові знаки, також використовувалися азербайджанські грошові знаки.
В кінці березня 1920 більшовики направили вже важко хворому Узун-Хаджі лист, в якому говорилося: «Після переговорів з Вашими представниками нам стало відомо, що вони приймають Радянську владу. Якщо і Ви приймаєте цю владу як імам Чеченістана і Дагестану, то оголосіть про це народам, і тоді між нами встановляться дружні відносини. Зважаючи на це Радянська влада визнає Вас як Імама і духовного лідера глави мусульман Північного Кавказу. Ваші організації повинні бути розпущені. Це право має передаватися Центральному партійному керівництву. Що стосується фінансових справ, то це вирішиться після отримання інструкції від Центру. У всякому разі, Радянська влада не стосуватиметься Вашого святого Корану і релігії. Про все це Вам пояснять Ваші представники». Узун-Хаджі відмовився прийняти умови більшовиків і через кілька днів після отримання листа, 30 березня 1920 він помер.
Після Узун-Хаджі титул еміра прийняв житель села Інхо шейх Дервіш Мухаммад, але кілька днів по тому Північно-Кавказький емірат перестав існувати.